# Polylepis racemosa
Polylepis racemosa är en rosväxtart. Polylepis racemosa ingår i släktet Polylepis och familjen rosväxter.

## Underarter
Arten delas in i följande underarter:
- P. r. racemosa
- P. r. triacontandra

## Bildgalleri

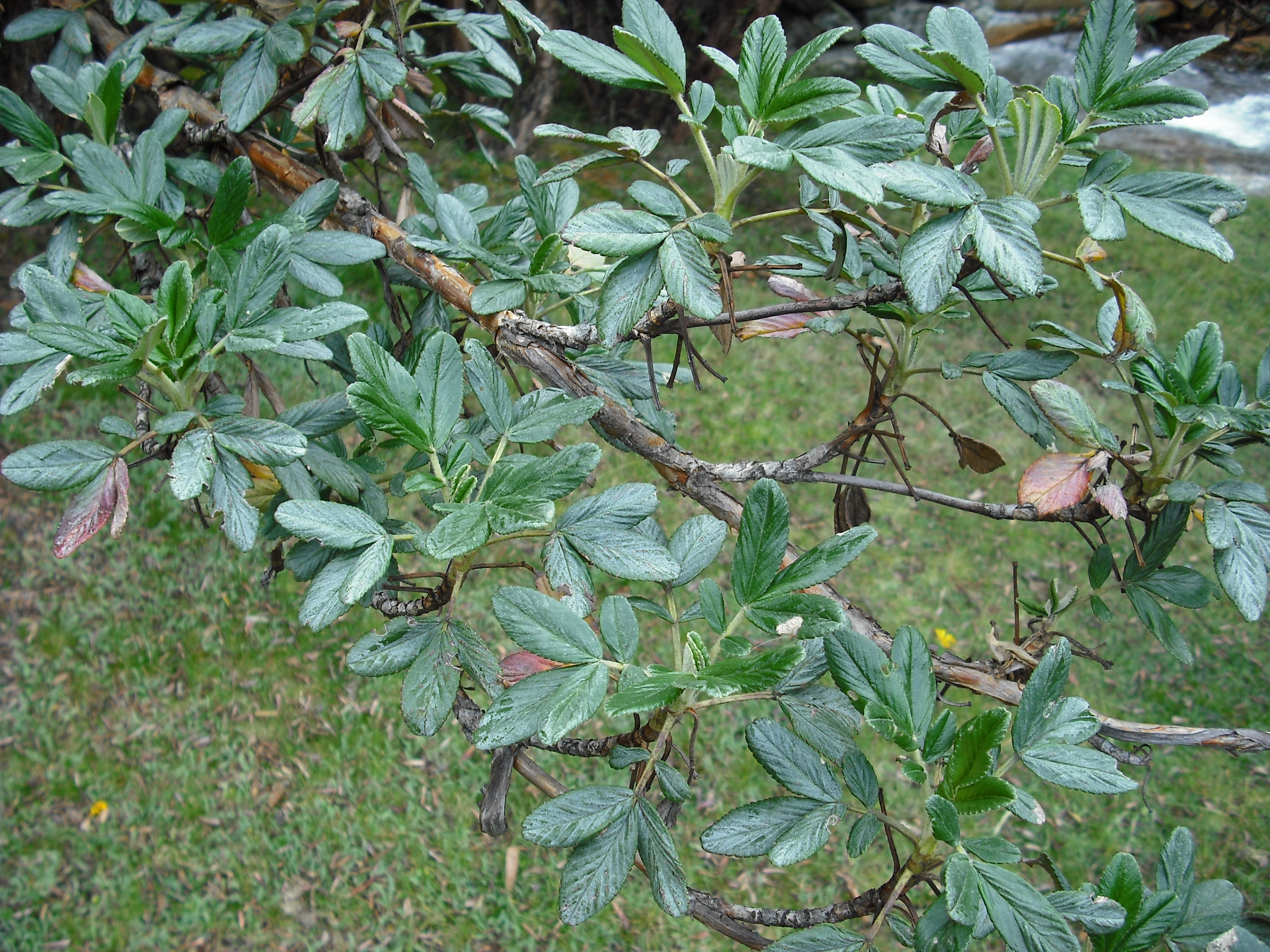
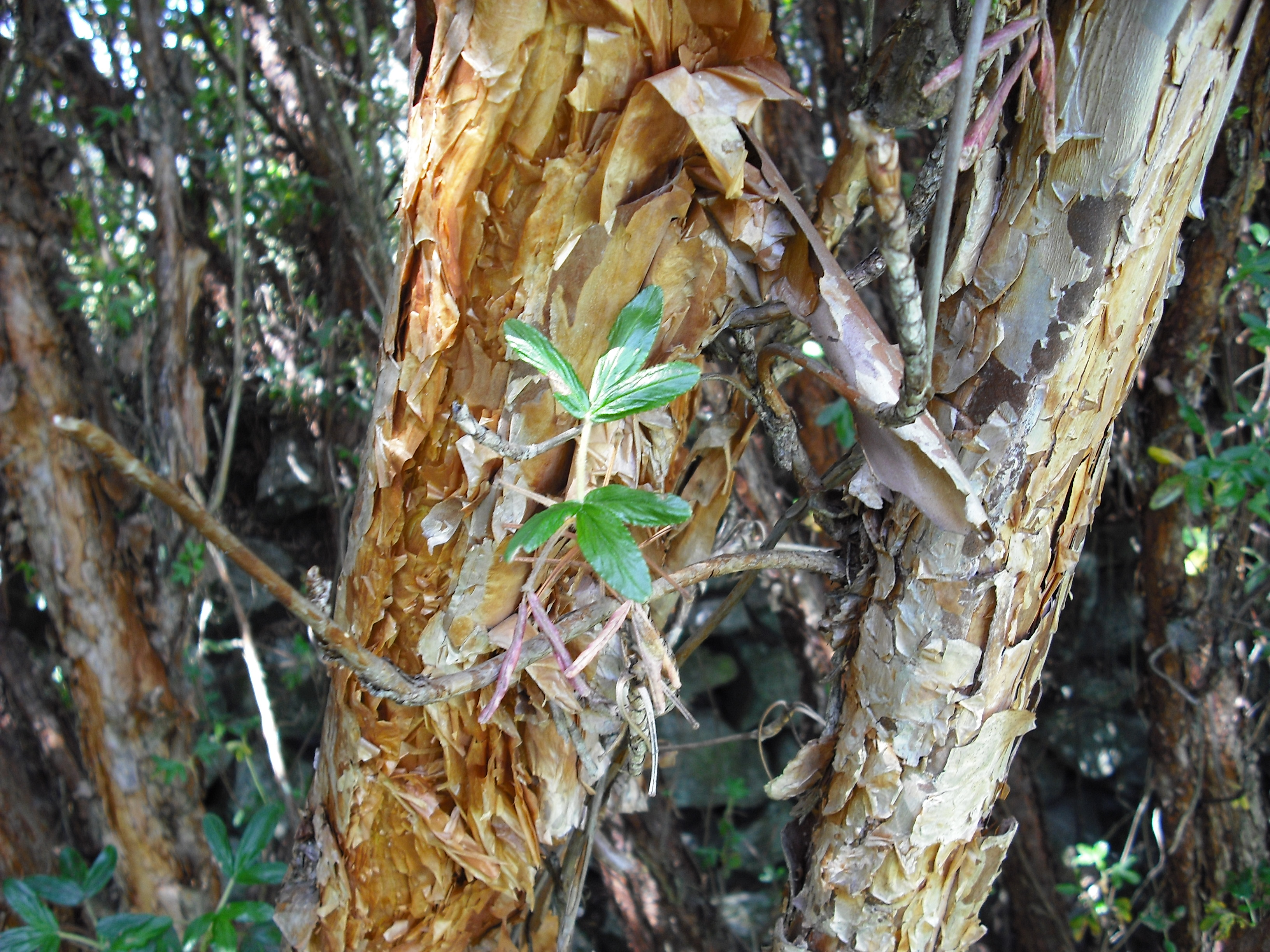
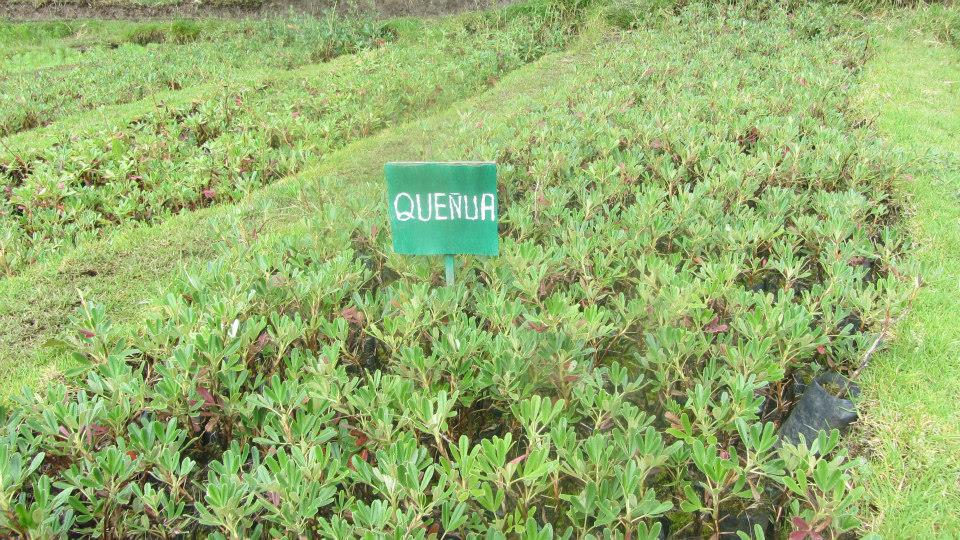